# Cantina Roperto
A Cantina Roperto é uma tradicional cantina italiana localizada na cidade de São Paulo e que foi fundada em 1942 pelo filho de imigrantes Umberto Roperto. Apesar de ter se mudado de endereço ao longo de sua história, como por exemplo quando a cantina se mudou para a avenida Brigadeiro Luís Antônio no ano de 1945, ela voltou para a rua original em 1954  - à rua 13 de Maio - e posteriormente  se moveu alguns metros, no mesmo lado da calçada, em 1971. Atualmente, tem à frente os três filhos do fundador: Afonso, Ronaldo e Humberto.

## O restaurante
Possui um salão repleto de garrafas e embutidos pendurados e as paredes são cobertas por lambris de madeira. Ali, os pratos da cozinha italiana são generosos, geralmente para mais de uma pessoa, caso do "fusilli" com linguiça calabresa.